# Easy Rider
Easy Rider er en amerikansk road movie fra 1969 produceret af Peter Fonda og instrueret af Dennis Hopper. Filmen beskriver hippieidealerne og den amerikanske modkultur i slutningen af 1960'erne.

## Handling
Filmen skildrer de to venner Billy og Wyatt (kaldet "Captain America") som efter en vellykket narkohandel kører på motorcykel til Mardi Gras i New Orleans. Under rejsen møder de en række forskellige mennesker: almindelig landmænd, hippier og indskrænkede rednecks. Under en del af rejsen rejser de med den alkoholiserede advokat George Hanson, der senere bliver dræbt. Filmens to hovedpersoner bliver ligeledes dræbt i filmens slutning at to rednecks, som de tidligere har mødt på en café.

## Modtagelse
Filmen indspillede ved sin udgivelse 41 millioner $ og blev derved den tredjemest indspillende film i 1969, kun overgået af Bonnie og Clyde og The Graduate. Filmen var stærkt medvirkende til at den såkaldte New Hollywood phase, der opstod fra 60'ernes afslutning og varede op gennem 1970'erne, idet de større filmstudier konstaterede, at det var muligt at tjene penge på film med små budgetter og med avantgarde instruktører.
Ved Filmfestivalen i Cannes1969 modtog Dennis Hopper prisen for bedste debutfilm.
Jack Nicholson spillede en birolle i filmen, men opnåede alligevel et gennembrud som skuespiller i rollen som den alkoholiserede advokat Hanson. Nicholson blev nomineret til en Oscar for bedste mandlige birollefor sin medvirken i filmen. Filmen blive ligeledes nomineret til en Oscar for bedste originale manuskript.
Filmen er optaget i National Film Registry under Library of Congress i anerkendelse af filmens betydning for den amerikanske kulturarv.

## Tagline
- A man went looking for America and couldn't find it anywhere!

## Medvirkende (i udvalg)
- Peter Fonda – Wyatt
- Dennis Hopper – Billy
- Jack Nicholson – George Hanson
- Antonio Mendoza – Jesus
- Phil Spector – Connection
- Luke Askew – Stranger on Highway
- Karen Black – Karen

## Musik
Soundtracket til filmen er betegnet som banebrydende og indeholdt bl.a. musik af Steppenwolf (Hoyt Axtons "The Pusher" og Mars Bonfires "Born to Be Wild"), Jimi Hendrix ("If Six Was Nine") og Roger McGuinn (Bob Dylans "It's Alright, Ma (I'm Only Bleeding)" og "Ballad of Easy Rider").